# Orgreave (Staffordshire)
Orgreave – przysiółek w Anglii, w Staffordshire. Leży 23,8 km od miasta Stafford, 40,1 km od miasta Stoke-on-Trent i 179,2 km od Londynu. W 1881 roku civil parish liczyła 113 mieszkańców.